# هورنی میسلووا
هورنی میسلووا (به چکی: Horní Myslová) یک منطقهٔ مسکونی در جمهوری چک است که در ناحیه ییهلاوا واقع شده‌است. هورنی میسلووا ۳٫۶۴ کیلومتر مربع مساحت و ۸۷ نفر جمعیت دارد و ۵۰۰ متر بالاتر از سطح دریا واقع شده‌است.